# Конец (Озерницкое сельское поселение)
Конец — опустевшая деревня в Слободском районе Кировской области в составе Озерницкого сельского поселения.

## География
Находится на левобережье реки Летка на расстоянии примерно 47 км на север-северо-запад от районного центра города Слободской.

## История
Известна была с 1891 года, в 1905 отмечено дворов 4 и жителей 25, в 1926 8 и 50, в 1950 8 и 36, в 1989 оставалось 3 человека.

## Население
Постоянное население  составляло 1 человек (русские 100%) в 2002 году, 0 в 2010.